# Tetjana Perebyjnis
Tetjana Jurijivna Perebyjnis (ukrainsk: Тетяна Юріївна Перебийніс; født 12. december 1982 i Kharkiv, Sovjetunionen) er en tidligere kvindelig professionel tennisspiller fra Ukraine.
Perebyjnis' højeste rangering på WTA's verdensrangliste i single var som nummer 55, hvilket hun opnåede den 21. april 2008. I double er den bedste placering nummer 35, hvilket blev opnået den 21. april 2008.